# Trofeo Catalunya Internacional

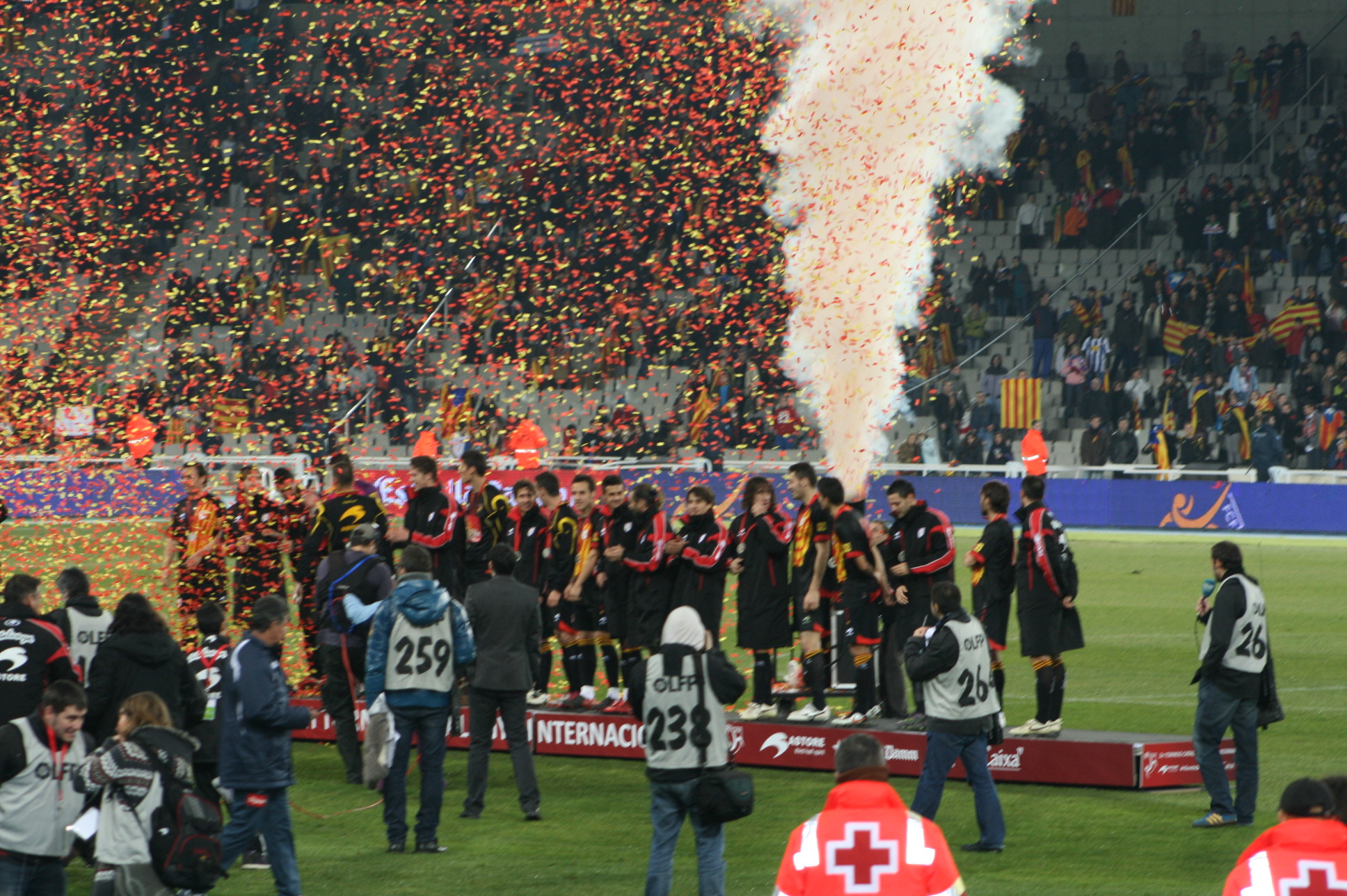
La selección catalana recibiendo el trofeo conquistado en 2010 ante Honduras.

El Trofeo Catalunya Internacional es un torneo amistoso de fútbol disputado en España que organiza la Federación Catalana de Fútbol y que enfrenta a la Selección de Cataluña con otro combinado internacional. Fue creado en 2009 y se disputa anualmente, a finales del mes de diciembre.

## Historia
Desde los años 1990, la selección catalana de fútbol disputaba anualmente un partido amistoso de carácter internacional, coincidiendo con las fiestas navideñas. En el marco de las reivindicaciones catalanas para poder participar en competiciones oficiales, en 2009 el presidente la Federación Catalana de Fútbol, Jordi Casals, anunció la conversión de ese amistoso en un torneo anual, bautizado como Trofeo Catalunya Internacional. Como premio para el ganador, el artista Joan Mora donó una escultura que simboliza las cuatro barras de la señera catalana.
En la primera edición, que se disputó el 22 de diciembre de 2009, la Cataluña de Johan Cruyff venció por 4-2 a la bicampeona mundial Argentina, dirigida entonces por Diego Armando Maradona, quien no pudo sentarse en el banquillo por una sanción. Un año más tarde los anfitriones volvieron a llevarse el trofeo tras golear a la mundialista Honduras por 4-0.
En la tercera edición, tras el empate, la selección catalana, en una decisión de juego limpio, decidió entregar el trofeo a Túnez.

## Palmarés
| Edición | Fecha      | Sede      | Estadio                | Campeón  | Subcampeón | Resultado | Penaltis |
| ------- | ---------- | --------- | ---------------------- | -------- | ---------- | --------- | -------- |
| I       | 22/12/2009 | Barcelona | Camp Nou               | Cataluña | Argentina  | 4-2       |          |
| II      | 28/12/2010 | Barcelona | Lluís Companys         | Cataluña | Honduras   | 4-0       |          |
| III     | 30/12/2011 | Barcelona | Lluís Companys         | Túnez    | Cataluña   | 0-0       |          |
| IV      | 02/01/2013 | Cornellá  | Cornellà-El Prat       | Nigeria  | Cataluña   | 1-1       |          |
| V       | 30/12/2013 | Barcelona | Lluís Companys         | Cataluña | Cabo Verde | 4-1       |          |
| VI      | 28/12/2016 | Gerona    | Municipal de Montilivi | Túnez    | Cataluña   | 3-3       | 4-2      |